# Drue-hyld
Druehyld (Sambucus racemosa), også skrevet Drue-Hyld, er en stor busk, der ligner alm. hyld, men har røde frugter, der sidder i en kegleformet stand. Planten, inkl. dens bær, er mildt giftig, hvilket kan ændres gennem kogning.

## Beskrivelse
Druehyld er en stor, løvfældende busk med en stivgrenet, tragtformet og åben vækstform. Barken er først gråbrun med lyse korkporer. Senere bliver den rødbrun og til sidst grå og furet. Knopperne sidder modsat og er ægformede til runde. Farven er violet, men skifter ud på vinteren til grøn-violet.
Bladene er uligefinnede med ægformede småblade. Disse har groft takket rand. Oversiden er friskt grøn, mens undersiden er grågrøn. Bladstilken er rødviolet. Høstfarven er bleggul med violette bladribber. Blomsterne sidder i klaser (en forkert oversættelse fra tysk har forvansket "Klase-Hyld" til druehyld, fordi både klaser og druer hedder "Trauben" på tysk). De enkelte blomster er små og grønligt-hvide. Bærrene er røde og runde, og de bliver siddende længe efter løvfald. Frøene modner godt og spirer villigt.
Grenenes marv er brun i modsætning til den hvide marv hos Alm. Hyld. Rodnettet består af tykke, kødede hovedrødder med tæt forgrenede siderødder, som ligger højt i jorden.
Højde x bredde og årlig tilvækst: 5 × 3 m (50 × 40 cm/år).

## Voksested
Druehyld gror vidt udbredt i Asien, Mellemøsten og Europa, herunder også i Danmark, hvor den er temmelig almindelig. Den foretrækker mineralrig, fugtig bund, hvor den optræder som underskov eller skovbryn i lyse løvskove.
På Fløjstrup Skydebane, som ligger i Randers Kommune, Region Midtjylland, findes arten på et overdrevsagtigt område sammen med bl.a. draphavre, alm. engelsød, hindbær, alm. mangeløv, alm. pimpinelle, alm. røn, blågrøn rose, fåresvingel, smalbladet gederams, gul snerre, hedelyng, lyngsnerre, lægeærenpris, markbynke, markkrageklo, sandstar og stilkeg

## Giftighed
Alle arter af Hyld (Sambucus) indeholder det mildt giftige stof sambunigrin (et cyanoglykosid) i bladene og de umodne frugter. Cyanoglykosider findes i de fleste, hvis ikke alle, planter i rosen-familien og de giver den karakteristiske smag til bitre mandler og amaretto. Mængderne er ikke store i Hyld og irritationen ved indtagelse af den er mere pga. dets resin end sambunigrin. Druehyld er den mest giftige af de tre arter, men dens giftighed begrænser sig til en mavepine. Før i tiden blev den brugt som opkastningsmiddel. Sambucus ebulus anses for at være lidt giftig. Frøene i alle Hylde-slægtens frugter indeholder et resin, som giver svimmelhed og er vanddrivende; dette resin ødelægges ved kogning. 
| Portal | Portal:Botanik |

## Note
1. ↑  "Miljøministeriet. Skov- og Naturstyrelsen: Fløjstrup Skydebane. Drifts- og Plejeplan 2005 – 2019" (PDF). Arkiveret (PDF) fra originalen 7. april 2017. Hentet 25. marts 2010.
2. ↑  Giftpflanzen in Natur und Garten, 1988
3. ↑  "Oversigt over giftigheden for en række haveplanter". havenyt.dk. Arkiveret fra originalen 8. oktober 2017. Hentet 11. februar 2019.
4. ↑  "Elder toxicity. | Henriette's Herbal Homepage". Arkiveret fra originalen 24. september 2015. Hentet 17. februar 2015.